# 司諾克英國公開賽
英國公開賽（英語：British Open）是一項職業司諾克排名賽。賽事於1985年轉為排名賽，2004年後停辦17年，而後在2021年復辦。2022年，賽事獎盃以評論員克里夫·艾佛頓命名。

## 歷史
比賽創始於1980年，名稱為英國金盃（英語：British Gold Cup），在德比集會廳舉辦。隔年由山葉贊助，並更名為山葉管風琴盃（英語：Yamaha Organs Trophy）。1982年賽事名稱改為國際大師賽（英語：International Masters）。1984年，參賽人數擴大到27人，分為9組，每組3人。獲勝者分為三個準決賽小組，然後準決賽獲勝者進入三人循環賽決賽。
世界職業撞球與司諾克協會在決定在1984–85賽季增加排名賽的數量時，將賽事改為英國公開賽（英語：British Open）。1994年，比賽移至普利茅斯舉行，後續又到紐卡斯爾、特爾福德及布來頓。賽事於2005年停辦。
2021年賽事恢復舉辦，共有128位球員參賽，每輪隨機抽籤配對。

## 歷屆冠軍
| 年份                       | 冠軍                        | 亞軍                        | 比分   | 地點               | 賽季    |
| -------------------------- | --------------------------- | --------------------------- | ------ | ------------------ | ------- |
| 英國金盃（非排名賽）       |                             |                             |        |                    |         |
| 1980                       | 亞歷克斯·希金斯（北爱尔兰） | 雷·里爾頓（威尔士）         | 5–1    | 英格兰德比         | 1979–80 |
| 山葉管風琴盃（非排名賽）   |                             |                             |        |                    |         |
| 1981                       | 史蒂夫·戴維斯（英格兰）     | 大衛·泰勒（英格兰）         | 9–6    | 英格兰德比         | 1980–81 |
| 國際大師賽（非排名賽）     |                             |                             |        |                    |         |
| 1982                       | 史蒂夫·戴維斯（英格兰）     | 泰瑞·格里菲斯（威尔士）     | 9–7    | 英格兰德比         | 1981–82 |
| 1983                       | 雷·里爾頓（威尔士）         | 吉米·懷特（英格兰）         | 9–6    | 英格兰德比         | 1982–83 |
| 1984                       | 史蒂夫·戴維斯（英格兰）     | 戴夫·馬丁（英格兰）         | 循環賽 | 英格兰德比         | 1983–84 |
| 英國公開賽（排名賽）       |                             |                             |        |                    |         |
| 1985                       | Silvino Francisco（南非）   | 柯克·史蒂文斯（加拿大）     | 12–9   | 英格兰德比         | 1984–85 |
| 1986                       | 史蒂夫·戴維斯（英格兰）     | 威利·索恩（英格兰）         | 12–7   | 英格兰德比         | 1985–86 |
| 1987                       | 吉米·懷特（英格兰）         | 尼爾·福爾茲（英格兰）       | 13–9   | 英格兰德比         | 1986–87 |
| 1988                       | 史蒂芬·亨得利（蘇格蘭）     | 邁克·哈雷特（英格兰）       | 13–2   | 英格兰德比         | 1987–88 |
| 1989                       | 托尼·米奧（英格兰）         | 迪恩·雷諾茲（英格兰）       | 13–6   | 英格兰德比         | 1988–89 |
| 1990                       | 鮑伯·查普隆（加拿大）       | 亞歷克斯·希金斯（北爱尔兰） | 10–8   | 英格兰德比         | 1989–90 |
| 1991                       | 史蒂芬·亨得利（蘇格蘭）     | 加里·威爾金森（英格兰）     | 10–9   | 英格兰德比         | 1990–91 |
| 1992                       | 吉米·懷特（英格兰）         | 詹姆斯·瓦塔納（泰国）       | 10–7   | 英格兰德比         | 1991–92 |
| 1993                       | 史蒂夫·戴維斯（英格兰）     | 詹姆斯·瓦塔納（泰国）       | 10–2   | 英格兰德比         | 1992–93 |
| 1994                       | 羅尼·奧沙利文（英格兰）     | 詹姆斯·瓦塔納（泰国）       | 9–4    | 英格兰普利茅斯     | 1993–94 |
| 1995                       | 約翰·希金斯（蘇格蘭）       | 羅尼·奧沙利文（英格兰）     | 9–6    | 英格兰普利茅斯     | 1994–95 |
| 1996                       | 奈傑爾·邦德（英格兰）       | 約翰·希金斯（蘇格蘭）       | 9–8    | 英格兰普利茅斯     | 1995–96 |
| 1997                       | 馬克·威廉斯（威尔士）       | 史蒂芬·亨得利（蘇格蘭）     | 9–2    | 英格兰普利茅斯     | 1996–97 |
| 1998                       | 約翰·希金斯（蘇格蘭）       | 史蒂芬·亨得利（蘇格蘭）     | 9–8    | 英格兰普利茅斯     | 1997–98 |
| 1999 (1)                   | 費格爾·奧布萊恩（爱尔兰）   | 安東尼·漢密爾頓（英格兰）   | 9–7    | 英格兰普利茅斯     | 1998–99 |
| 1999 (2)                   | 史蒂芬·亨得利（蘇格蘭）     | 彼得·艾伯頓（英格兰）       | 9–5    | 英格兰普利茅斯     | 1999–00 |
| 2000                       | 彼得·艾伯頓（英格兰）       | 吉米·懷特（英格兰）         | 9–6    | 英格兰普利茅斯     | 2000–01 |
| 2001                       | 約翰·希金斯（蘇格蘭）       | 格林美·杜特（蘇格蘭）       | 9–6    | 英格兰紐卡斯爾     | 2001–02 |
| 2002                       | 保羅·亨特（英格兰）         | 伊恩·麥卡洛克（英格兰）     | 9–4    | 英格兰特爾福德     | 2002–03 |
| 2003                       | 史蒂芬·亨得利（蘇格蘭）     | 羅尼·奧沙利文（英格兰）     | 9–6    | 英格兰布來頓       | 2003–04 |
| 2004                       | 約翰·希金斯（蘇格蘭）       | 史蒂芬·馬奎爾（蘇格蘭）     | 9–6    | 英格兰布來頓       | 2004–05 |
| 英國公開賽（復辦，排名賽） |                             |                             |        |                    |         |
| 2021                       | 馬克·威廉斯（威尔士）       | 加里·威爾森（英格兰）       | 6–4    | 英格兰萊斯特       | 2021–22 |
| 2022                       | 瑞恩·戴（威尔士）           | 馬克·艾倫（北爱尔兰）       | 10–7   | 英格兰米爾頓凱恩斯 | 2022–23 |
| 2023                       | 馬克·威廉斯（威尔士）       | 馬克·塞爾比（英格兰）       | 10–7   | 英格兰切爾滕納姆   | 2023–24 |
| 2024                       | 馬克·塞爾比（英格兰）       | 約翰·希金斯（蘇格蘭）       | 10–5   | 英格兰切爾滕納姆   | 2024–25 |